# Polymerbeton
Polymerbeton je moderní kompositní materiál skládající se z vytvrditelné organické matrice a anorganického plniva. Zhotovování výrobků z tohoto materiálu se provádí odléváním do rozebiratelných forem, které jsou z důvodů lepší zabíhatelnosti a vyššího zhutnění směsi umístěny na vibračních stolech. Během vytvrzování probíhá exotermická reakce, při níž dochází k ohřevu odlitku maximálně na teplotu 55 °C. Odlévání probíhá za pokojové teploty. Polymerbeton je označován v zahraniční literatuře jako Mineralguss, Reaktionsharzbeton, polymer concrete, či mineral casting.

## Plnivo
Plnivo tvoří přibližně 80 % celkového objemu. Používají se přírodní nebo umělé materiály různé zrnitosti. Mezi plnivem a matricí nesmí docházet k žádné chemické reakci. Jako plnivo se používají převážně minerální materiály – žula, křemenec, basalt, živec, čedič, které svými vlastnostmi ovlivňují výsledné materiálové charakteristiky kompozitu. Jako příměsi plniva lze použít moučky (filery) – kameniva, drobné částice kovů a skel, v množství, které nepříznivě neovlivní vlastnosti betonu.
K vytvoření odlitku s dobrými technickými parametry je třeba kompaktní struktura s co možná nejhrubšími zrny. Vzniklé dutiny jsou vyplněny jemnějšími částicemi a pojivem. Maximální velikost zrn plniva je ovlivněna rozměrem a tvarem odlitku.

## Matrice
Matrice bývá dvou komponentní a skládá se z pryskyřice a tvrdidla. Nejčastěji používaná pryskyřice je epoxid. Epoxidová pryskyřice se oproti metacrylátové a nenasycené polyesterové pryskyřici vyznačuje menším objemovým smrštěním a delší dobou zpracovatelnosti.
Materiály s těmito pryskyřičnými matricemi nejsou vhodné do provozů s teplotou vyšší než cca 80 °C.

## Základní parametry
- Vysoká statická i dynamická tuhost
- Vysoká schopnost tlumení rázů – polymerbeton tlumí rázy 6-10× rychleji než šedá litina, což má za následek vyšší životnost nástrojů o 20-30 % a vyšší kvalitu obráběné plochy
- Nízká teplotní vodivost, vysoká tepelná kapacita – polymerbeton téměř nereaguje na krátkodobé teplotní změny, čímž se zvyšuje přesnost obrobků
- Odolnost proti abrazivním a agresivním mediím – chemická stálost při použití obvyklých chladicích a mazacích kapalin
- Odolnost proti korozi
- Vynikající teplotní bilance – při odlévání polymerbetonu nedochází k externímu přívodu tepla
- Konstrukční variabilita
- Možnost spojení dílů lepením
- Integrace funkčních částí do odlitku - závitové vložky, kabely, nádrže, potrubí apod.
- Rozměrová přesnost, minimální smrštění – díky této vlastnosti odpadá v mnohých případech dodatečné obrábění k dosažení požadovaných tolerancí
- Likvidace/Recyklace – rozdrcený polymerbeton se využívá jako stavební materiál

| -                               | JEDNOTKY | POLYMERBETON | BETON       | ŠEDÁ LITINA | OCEL       |
| ------------------------------- | -------- | ------------ | ----------- | ----------- | ---------- |
| hustota                         | kg/dm3   | 2,3          | 2,5         | 7,15        | 7,85       |
| E-modul                         | kN/mm3   | 30 - 40      | 35 - 45     | 80 - 140    | 210        |
| pevnost v tahu                  | N/mm2    | 10 - 15      | 0,8 - 5     | 150 - 400   | 400 - 1600 |
| pevnost v tlaku                 | N/mm2    | 110 - 125    | 10 - 35     | 600 - 1000  | 250 - 1200 |
| pevnost v tahu při ohybu        | N/mm2    | 25 - 35      | 0,8 - 5     | 250 - 490   | -          |
| tlumení - log. dekrement        | -        | 0,02 - 0,03  | -           | 0,003       | 0,002      |
| tepelná vodivost                | W/mK     | 1,3 - 2      | 1,28 - 1,54 | 50          | 50         |
| specifická tepelná kapacita     | kJ/kgK   | 1            | -           | 0,5         | 0,5        |
| koeficient teplotní roztažnosti | K−1      | 14 - 16      | -           | 11          | 12         |

## Využití
První pokusy o využití polymerbetonu ve strojírenství se datují od 70. let 20. století. Jako u většiny nových materiálů, i zde panovala počáteční nedůvěra a to i přes nesporné výhody jak technické, tak ekonomické. Vynikající schopnost tlumení, teplotní stabilita, široká konstrukční variabilita a v neposlední řadě snížení nákladů, jsou základní důvody pro stále větší oblibu tohoto materiálu.
Široká paleta výrobků zahrnuje díly o hmotnosti několika kilogramů až několika tun. V současné době jsou z polymerbetonu vyráběny převážně podstavce pro obráběcí a měřící stroje, které se využívají ve strojírenském, elektrotechnickém, potravinářském a chemickém průmyslu.